# Celio Malespini
Celio Malespini (Venecia, 1531-Verona, 1609), aventurero, escritor y traductor italiano del Renacimiento.

## Biografía
Sirvió como soldado al ejército español en los Países Bajos; luego se movió de un sitio a otro de Italia, ocupado en labores diversas no siempre honestas. Tradujo al italiano desde el francés el Tresor de Brunetto Latini y el Jardín de flores curiosas de Antonio de Torquemada, entre otras cosas, escribió, no sin mérito literario, las Ducento novelle (Venecia, 1609), doscientas dos novelas cuyos asuntos están tomados en su mayoría de autores italianos, salvo ochenta, que son inventadas y tienen con frecuencia rasgos autobiográficos.

## Obras
- Ducento Novelle del Sig. Celio Malespini, nelle quali si raccontano diversi avvenimenti cosi lieti come mesti e stravaganti, &c., 4.º. Venezia, 1609.